# 호시노 겐
호시노 겐(일본어: 星野 源, 1981년 1월 28일 
~)은 일본의 가수, 배우, 싱어송라이터, 저술가이다.
그는 1981년 일본 사이타마현 와라비시에서 태어났으며, (초등학교까지는 가와구치시) 지유노모리가쿠엔고등학교를 졸업했다. 인스트루멘털 밴드 SAKEROCK의 리더로서, 주로 기타와 마림바를 담당. 소속은 아뮤즈 (음악업), 어른 계획 (배우업). 문필가로서도 다수의 연재를 하고 있다.

## 내력
중학교 1학년부터 연극 활동과 음악 활동을 동시 병행으로 스타트. 《인간 고하산》 참가를 계기로 어른 계획 사무소 소속이 된다. 또, 2000년에 결성한 밴드 “SAKEROCK”을 필두로, 싱어송라이터로서의 음악 활동도 활발. “호시노 겐”으로서 2011년에 발표한 2nd 앨범 《에피소드》는 오리콘 위클리 차트(2011년 10월 10일자)에서 5위를 획득, 제4회 CD 숍 대상 준대상을 수상했다. 덧붙여 경애하는 호소노 하루오미와는 2005년에 사이타마현 사야마시에서 행해진 〈HYDE PARK MUSIC FESTIVAL〉에서의 공동 출연을 계기로 잡지에서 공동 연재를 하는 등 교류가 깊어지고 있다.
영상 제작 유닛 〈야마다 이치로〉(호시노 겐, 야마기시 산타, 오하라 다이지로)를 주재해, 제작한 SAKEROCK의 MV 《호냐라라》는 SPACE SHOWER Music Video Awards 09의 BEST COCEPTUAL VIDEO상을 수상했다.
또한 드라마 <도망치는건 부끄럽지만 도움이 된다>에 함께 출연했던 아라가키 유이와 2021년 5월 19일 깜짝 결혼 발표를 알려 놀라움을 선사하였다.

## 출연

### 영화
| 년도 | 제목                        | 배역                   |
| ---- | --------------------------- | ---------------------- |
| 2004 | 《69 sixty nine》           |                        |
| 2008 | 《논코 36세 (가정부)》      | 마사루 역              |
| 2008 | 《소년 메리켄사쿠》         |                        |
| 2013 | 《세인트☆영멘》             | 붓다 역 성우           |
| 2013 | 《묻지마 사랑》             | 겐타로 역              |
| 2013 | 《지옥이 뭐가 나빠》        | 고지 역                |
| 2015 | 《러브 앤 피스》            |                        |
| 2017 | 《밤은 짧아 걸어 아가씨야》 | 선배 역 성우           |
| 2018 | 《미래의 미라이》           | 아빠 역 성우           |
| 2019 | 《이사하는 무사》           | 카타기리 하루노스케 역 |
| 2024 | 《라스트 마일》             | 사마 카즈이 역         |

### 드라마
| 년도 | 제목                                   | 배역                 |
| ---- | -------------------------------------- | -------------------- |
| 2003 | 《워터보이즈》                         |                      |
| 2003 | 《맨하탄 러브스토리》                  |                      |
| 2004 | 《돌 하우스》                          |                      |
| 2004 | 《여자들의 죄와 벌》                   |                      |
| 2004 | 《이혼변호사》                         |                      |
| 2004 | 《토키오 아버지에게의 전언》           |                      |
| 2004 | 《상냥한 시간》                        |                      |
| 2005 | 《타이거 앤 드래곤》                   |                      |
| 2006 | 《아키하바라@딥》                      |                      |
| 2006 | 《또 하나의 슈가 앤 스파이스》         |                      |
| 2007 | 《도쿄 타워: 엄마와 나, 때때로 아빠》  |                      |
| 2007 | 《탐정학원 Q》                         | 네코다 형사 역       |
| 2008 | 《미래강사 메구루》                    | 에구치 히데오 역     |
| 2008 | 《주간 마키 요코》                     |                      |
| 2009 | 《고스트 프렌즈》                      |                      |
| 2010 | 《게게게의 여보》                      |                      |
| 2011 | 《11명이나 있어!》                     | 사나다 히로유키 역   |
| 2014 | 《어젯밤의 카레, 내일의 빵》           | 데라야마 가즈키 역   |
| 2015 | 《고우노도리》                         | 시노미야 하루키 역   |
| 2016 | 《사나다마루》                         | 도쿠가와 히데타다 역 |
| 2016 | 《도망치는 건 부끄럽지만 도움이 된다》 | 쓰자키 히라마사 역   |
| 2017 | 《플라주》                             | 다카오 역            |
| 2017 | 《고우노도리 시즌2》                   | 시노미야 하루키 역   |
| 2020 | 《 MIU404 》                           | 시마 가즈미 역       |

## 음반 작품

### CD 싱글
| 매 | 발매일     | 타이틀                                 | 최고 순위 |
| 1  | 2011.03.02 | くだらないの中に 시시함 속에           | 17위      |
| 2  | 2012.02.08 | フィルム 필름                          | 4위       |
| 3  | 2012.07.04 | 夢の外へ 꿈 너머로                     | 8위       |
| 4  | 2012.11.28 | 知らない 모르겠어                      | 5위       |
| 5  | 2013.05.08 | ギャグ 개그                            | 4위       |
| 6  | 2013.10.02 | 地獄でなぜ悪い 지옥이 뭐가 나빠        | 5위       |
| 7  | 2014.06.11 | Crazy Crazy/桜の森 Crazy Crazy/벚꽃 숲 | 4위       |
| 8  | 2015.05.27 | SUN                                    | 2위       |
| 9  | 2016.10.05 | 恋 사랑                                | 2위       |
| 10 | 2017.08.16 | Family Song                            | 1위       |
| 11 | 2018.02.28 | ドラえもん 도라에몽                    | 1위       |

### CD 앨범
| 매 | 발매일     | 타이틀                 | 최고 순위 |
| 1  | 2010.06.23 | ばかのうた 바보의 노래 | 36위      |
| 2  | 2011.09.28 | エピソード 에피소드    | 5위       |
| 3  | 2013.05.01 | Stranger               | 2위       |
| 4  | 2015.12.02 | YELLOW DANCER          | 1위       |

### 옴니버스
- りんごの子守唄 / 사과의 자장가 (2007년)
  - 09. All Things Must Pass - 나카노 요시에+호시노 겐
- デイジー･ホリデー / 데이지 홀리데이 V.A. Presented by 호소노 하루오미 (2008년)
  - 22. デイジーお味噌汁 / 데이지 미소시루 - 호시노 겐

## 저서
- 『そして生活はつづく』그리고 생활은 계속된다(2009)
- 『働く男』일하는 남자(2013)
- 『蘇える変態』되살아난 변태(2014)
- 『星野源 雑談集1』호시노겐 잡담집(2014)
- 『地平線の相談』지평선의 상담(2015)
- 『いのちの車窓から』생명의 차창에서(2017)